# Sauerstoff-Ionen-Laser
Der Sauerstoff-Ionen-Laser gehört zu den Unterarten der Gaslaser. Diese verwenden zur Laserstrahlerzeugung Gas bzw. ein Gasgemisch als aktives Medium, das aus Ionen oder Molekülen besteht. Speziell beim Sauerstoff-Ionen-Laser handelt es sich um dreifach ionisierte Sauerstoffatome, O3+, die neben einigen UV-Frequenzen auch starke Linien im gelbgrünen Bereich bei 559 nm abgeben können.
Ionenlaser benötigen hohe Energiemengen zum Anregen der Ionen, wobei nur ein geringer Teil in Licht umgewandelt wird. Dadurch müssen sie ständig mit Wasser gekühlt werden.

## Aufbau
Der Sauerstoff-Ionen-Laser besteht aus einer Röhre mit einem Spiegel an der einen und einem halbdurchlässiger Spiegel an der anderen Seite. Der halbdurchlässige Spiegel lässt nur Licht in einer bestimmten Polarisationsrichtung durch, sodass der Laser kohärentes Licht (den Laserstrahl) abgeben kann. Da im Inneren des Lasers enorme Temperaturen erreicht werden, muss die Röhre aus einem Material bestehen, das sowohl eine starke Wärmeleitfähigkeit als auch eine hohe Temperaturwechselbeständigkeit besitzt. Die geforderten Eigenschaften hat beispielsweise Beryllium-Keramik, jedoch ist dieses Material giftig.

## Funktionsweise
Das Gas als aktives Medium befindet sich in der Röhre. Durch eine elektrische Gasentladung werden die Ionen angeregt. Nachdem das Gas in einen Plasmazustand versetzt wurde, fallen die Ionen in ihren Grundzustand zurück und senden dabei Licht unterschiedlicher Wellenlängen aus. Das Licht wird vom Spiegel reflektiert und durch den halbdurchlässigen Spiegel als Laserstrahl ausgeworfen. 

### Multi-Line-Konfiguration
In dieser Funktionsweise emittiert der Laser verschiedene Wellenlängen von Licht. Verwendung findet die Konfiguration zum Beispiel, wenn der Laserstrahl eine bestimmte Farbe haben soll, die sich aus bestimmten Wellenlängen zusammensetzt. Andererseits ist es so auch möglich, mehr Leistung aus dem Laser zu erzeugen, indem alle Wellenlängen zu einem Laserstrahl gebündelt werden. 

### Single-Line-Konfiguration
Wenn nur Licht einer Wellenlänge benötigt wird, kann die Single-Line-Methode angewendet werden. Dafür wird der Spiegel durch ein Prisma ersetzt, das auf einer Seite verspiegelt wird. Durch das Prisma wird das ankommende Licht in seine Spektralfarben zerlegt, die von der Spiegelseite des Prismas reflektiert werden. So gelangt nur das gewünschte Licht zurück in die Röhre. Die restlichen Wellenlängen werden zerstreut. 

## Vorteile
Mit Gaslasern lassen sich zurzeit die höchsten Strahlungsleistungen im sichtbaren Spektralbereich produzieren. Die Frequenzen reichen von Ultraviolett (UV) bis ins Infrarot (IR). Sie können zudem Wellenlängen erzeugen, die andere Laser nicht produzieren können. Ihr Aufbau ist relativ einfach, und selbst das gasförmige Stoffgemisch Luft kann als aktives Medium für geringe Leistungen verwendet werden. 

## Nachteile
Aufgrund der hohen Leistung verbrauchen Sauerstoff-Ionen-Laser hohe Energiemengen und werden daher, wo es möglich ist, gegen die wesentlich energieeffizienteren Festkörperlaser ersetzt. 
Sauerstoff-Ionen-Laser werden selten eingesetzt, finden aber immer dann Verwendung, wenn eine bestimmte Wellenlänge gewünscht oder eine sehr hohe Laserleistung gefordert wird.